# Marija Šestak
Marija Šestak (serbisch kyrillisch: Марија Шестак; * 17. April 1979 in Kragujevac, SR Serbien, Jugoslawien als Marija Martinović, Мартиновић) ist eine ehemalige Dreispringerin, die bis 2003 für Jugoslawien und dann Serbien und Montenegro an den Start ging und dann für Slowenien startete.

## Sportliche Laufbahn
Erste internationale Erfahrungen sammelte Marija Šestak im Jahr 1995, als sie bei den Junioreneuropameisterschaften in Nyíregyháza für Jugoslawien startend mit einer Weite von 12,37 m in der Qualifikation ausschied, wie auch bei den Juniorenweltmeisterschaften in Sydney im Jahr darauf mit 12,57 m. 1997 erreichte sie bei den Mittelmeerspielen in Bari mit 13,23 m Rang sieben und gewann anschließend bei den Junioreneuropameisterschaften in Ljubljana mit 13,54 m die Silbermedaille gewann. Zudem nahm sie erstmals an den Weltmeisterschaften in Athen teil, gelangte dort aber mit 13,30 m nicht bis in das Finale. Anschließend schied sie bei der Sommer-Universiade in Catania mit einer Weite von 13,15 m in der Qualifikation aus. 1998 gewann sie bei den Juniorenweltmeisterschaften in Annecy mit einem Sprung auf 13,47 m die Bronzemedaille.
1999 belegte sie bei den U23-Europameisterschaften in Göteborg mit 13,14 m Rang acht und im Jahr darauf nahm sie an den Olympischen Spielen in Sydney teil, schied dort aber mit 13,49 m in der Qualifikation aus. 2001 gewann sie bei den U23-Europameisterschaften in Amsterdam mit 13,72 m die Silbermedaille und musste sich damit nur der Russin Irina Wassiljewa geschlagen geben. Anschließend startete sie bei den Mittelmeerspielen in Tunis und gewann auch dort mit 13,97 m die Silbermedaille, diesmal hinter der Algerierin Baya Rahouli. 2002 siegte sie mit 14,26 m bei den Hallen-Balkanmeisterschaften in Piräus und qualifizierte sich damit für die Halleneuropameisterschaften in Wien, bei denen sie mit 14,00 m den sechsten Platz belegte. Im Jahr darauf startete sie ein weiteres Mal bei den Studentenweltspielen in Daegu und wurde dort mit einer Weite von 13,12 m Achte. In den folgenden Jahren hatte Šestak zahlreiche Verletzungen und konnte an keinen Wettkämpfen mehr teilnehmen und wollte ihre Karriere damit beenden.
Ihr späterer Ehemann und Trainer Matija Šestak überzeugte sie jedoch, mit der Leichtathletik fortzufahren und so trat sie ab 2006 für Slowenien wieder bei Wettbewerben an. Sie verbesserte sich gleich zu Beginn auf konstant über 14 Meter und verbesserte sich auf 14,53 m, womit sie sich eigentlich für die Europameisterschaften in Göteborg und die Halleneuropameisterschaften in Birmingham qualifiziert hätte. Da sie aber erst mit 13. Juli slowenische Staatsbürgerin wurde, durfte sie bei diesen Meisterschaften aufgrund der Regularien des Weltverbandes nicht an den Start gehen. Zu Ende der Saison erreichte sie beim World Athletics Final in Stuttgart mit 14,32 m Rang fünf. 2007 verbesserte sie sich zu Beginn der Freiluftsaison auf 14,92 m und verbesserte damit den von Anja Valant gehaltenen Landesrekord von 14,69 m aus dem Jahr 2000 um 23 Zentimeter. Sie qualifizierte sich damit auch für die Weltmeisterschaften in Osaka und gewann dort mit einer Weite von 14,72 m die Bronzemedaille hinter der Kubanerin Yargelis Savigne und Tatjana Lebedewa aus Russland, nachdem zwei vor ihr platzierte Athletinnen wegen Dopings disqualifiziert wurden. Mitte Oktober startete sie im Weitsprung bei den Militärweltspielen in Hyderabad und wurde dort mit einem Sprung auf 6,09 m Vierte, wie auch beim World Athletics Final in Stuttgart mit 14,31 m im Dreisprung. 2008 gewann sie bei den Hallenweltmeisterschaften in Valencia mit einer Weite von 14,68 m die Silbermedaille und musste sich dort nur der Kubanerin Savigne geschlagen geben. Jedoch erhielt sie ihre Medaille erneut im Nachhinein wegen einer dopingbedingten Disqualifikation der vor ihr liegenden Griechin Chrysopigi Devetzi. Sie qualifizierte sich damit auch für die Olympischen Spiele in Peking, bei denen sie in einem hochklassigen Wettkampf im Finale ihren Landesrekord auf 15,03 m verbesserte und war damit eine von ursprünglich sechs Athletinnen, die diese Marke übersprangen. Durch erneute Disqualifikation zweier Athletinnen vor ihr landete sie mit dieser Weite auf dem vierten Platz. Gegen Ende der Saison siegte sie dann beim World Athletics Final mit 14,63 m.
2009 gewann sie bei den Halleneuropameisterschaften in Turin mit 14,60 m die Silbermedaille hinter der Russin Anastassija Taranowa-Potapowa. Während der Freiluftsaison konnte sie aber nicht an ihre Leistungen vom Vorjahr anknüpfen. Sie startete zwar bei den Weltmeisterschaften in Berlin, schied dort aber mit 13,69 m in der Qualifikation aus. Nachdem sie 2010 nur zwei Wettkämpfe bestritten hatte, nahm sie 2011 erneut an den Weltmeisterschaften in Daegu teil, erreichte aber auch dort mit 13,87 m nicht das Finale. 2012 konnte sie sich wieder etwas verbessern und ging bei den Hallenweltmeisterschaften in Istanbul an den Start, bei denen sie mit 14,05 m in der Qualifikation ausschied, ehe sie bei den Europameisterschaften in Helsinki mit 14,01 m Rang zehn erreichte. Sie schaffte zudem die erneute Qualifikation für die Olympischen Spiele in London und gelangte dort auch bis in das Finale, in dem sie mit 13,98 m den zehnten Platz belegte. Nach dieser Saison beendete sie im Alter von 33 Jahren ihre Karriere, startete 2014 aber noch einmal bei den slowenischen Meisterschaften, bei denen sie mit 12,98 m den dritten Platz belegte.
1998, 1999 und 2001 wurde Šestak jugoslawische Meisterin im Dreisprung sowie 2000 im Weitsprung. Für Slowenien siegte sie 2007 und 2009 sowie 2011 und 2012 im Dreisprung sowie 2006 und 2012 im Weitsprung. Zudem wurde sie 2007 Hallenmeisterin im Weitsprung.

## Leben
Sie ist mit dem slowenischen 400-Meter-Läufer Matija Šestak verheiratet. Am 13. Juli 2006 wurde ihr die slowenische Staatsbürgerschaft verliehen.

## Persönliche Bestleistungen
- Weitsprung: 6,58 m (+0,6 m/s), 28. Juni 2007 in Velenje
  - Weitsprung (Halle): 6,59 m, 26. Januar 2007 in Budapest
- Dreisprung: 15,03 m (+1,1 m/s), 17. August 2008 in Peking (slowenischer Rekord)
  - Dreisprung (Halle): 15,08 m, 13. Februar 2008 in Athen (slowenischer Rekord)